# Jim Mallen
James Irwin "Jim, Kid" Mallen, född 25 maj 1881 i Morrisburg, Ontario, död 17 december 1954 i Morrisburg, var en kanadensisk professionell ishockeyspelare som spelade för flera klubbar åren 1901–1914.
Jim Mallen spelade för bland annat Calumet Miners, Pittsburgh Lyceum, Pittsburgh Bankers, Toronto Professionals och Galt Professionals. Med Galt Professionals var Mallen vid två tillfällen med och spelade utmaningsmatcher om Stanley Cup, i januari 1910 samt i mars 1911, men Galt förlorade båda gångerna mot Ottawa Senators.
Jim Mallen var en småväxt spelare även för sin tid men satt i kroppen med 75 kg fördelade på 165 centimeter. Han spelade huvudsakligen som center och rover. Hans yngre bror Ken Mallen var även han professionell ishockeyspelare och vann Stanley Cup med Vancouver Millionaires 1915.

## Statistik
| 1901–02      | Sydney Socials        | CBSHL        | 5  | 12 | 3 | 15 | –  | – | – | – | – | – |
| 1902–03      | Sydney Socials        | CBSHL        | 8  | 20 | 4 | 24 | –  | 1 | 1 | 0 | 1 | 0 |
| 1903–04      | Sydney AAA            | CBSHL        | 8  | 8  | 1 | 9  | –  | – | – | – | – | – |
| 1904–05      | Sydney Nationals      | CBSHL        | 8  | 9  | 4 | 13 | 6  | – | – | – | – | – |
| 1905–06      | Calumet Miners        | IPHL         | 4  | 3  | 0 | 3  | 0  | – | – | – | – | – |
| 1906–07      | Calumet Miners        | IPHL         | 1  | 0  | 0 | 0  | 0  | – | – | – | – | – |
| 1907–08      | Pittsburgh Lyceum     | WPHL         | 16 | 24 | 0 | 24 | –  | – | – | – | – | – |
| 1908–09      | Toronto Professionals | OPHL         | 3  | 6  | 0 | 6  | 3  | – | – | – | – | – |
|              | Pittsburgh Bankers    | WPHL         | 8  | 5  | 0 | 5  | –  | – | – | – | – | – |
|              | Pittsburgh Lyceum     | WPHL         | 8  | 4  | 0 | 4  | –  | – | – | – | – | – |
| 1909–10      | Galt Professionals    | OPHL         | 7  | 10 | 0 | 10 | 3  | – | – | – | – | – |
|              |                       | Stanley Cup  | –  | –  | – | –  | –  | 2 | 0 | 0 | 0 | 3 |
| 1910–11      | Trenton               | EOPHL        | 4  | 8  | 0 | 8  | –  | – | – | – | – | – |
|              | Belleville            | EOPHL        | 2  | 4  | 0 | 4  | –  | – | – | – | – | – |
|              | Galt Professionals    | OPHL         | 12 | 3  | 0 | 3  | –  | – | – | – | – | – |
|              | Galt Professionals    | Stanley Cup  | –  | –  | – | –  | –  | 1 | 0 | 0 | 0 | 0 |
| 1911–12      | Halifax Socials       | MaPHL        | 10 | 15 | 0 | 15 | –  | – | – | – | – | – |
| 1912–13      | Moncton Victorias     | MaPHL        | 8  | 5  | 0 | 5  | 14 | – | – | – | – | – |
| 1913–14      | Sydney Millionaires   | MaPHL        | 2  | 1  | 0 | 1  | 0  | 2 | 0 | 0 | 0 | 0 |
|              | Halifax Crescents     |              | 7  | 1  | 0 | 1  | 3  | – | – | – | – | – |
| WPHL totalt  | WPHL totalt           | WPHL totalt  | 32 | 33 | 0 | 33 | –  | – | – | – | – | – |
| OPHL totalt  | OPHL totalt           | OPHL totalt  | 22 | 19 | 0 | 19 | 6  | – | – | – | – | – |
| MaPHL totalt | MaPHL totalt          | MaPHL totalt | 27 | 22 | 0 | 22 | 17 | 2 | 0 | 0 | 0 | 0 |

Statistik från SIHR på sihrhockey.org